# Humboldt (krater księżycowy)
Humboldt – duży krater uderzeniowy znajdujący się blisko wschodniej granicy widocznej półkuli Księżyca. Z tego względu z Ziemi ma podłużny wygląd. W rzeczywistości jest to nieregularny okrąg z zachodzącym na niego z południowo-zachodniej strony kraterem Barnard. Po stronie północno-zachodniej znajduje się duży krater Hecataeus, a Phillips po stronie zachodniej.
Krater ten wyróżnia się seriami promienistych pęknięć lub strumieni na zalanym lawą dnie. Przy bliższej obserwacji jedne z tych struktur wyglądają jak korytarze, którymi kiedyś płynęła lawa, a inne przypominają szczeliny wulkaniczne. Lawa mogła przenikać do krateru, a następnie stygnąć, kurczyć się, pękać i cofać. Kolejne wylewy lawy najprawdopodobniej pokrywały te wcześniejsze. Tak więc bazalt, który pokrywa dno krateru może składać się z wielu warstw lawy.
Obrzeża krateru są niskie, zerodowane i nieregularne w zarysie. Zawiera on też ciemne plamy w pobliżu ścian od strony północno-wschodniej, północno-zachodniej i południowo-wschodniej. Łańcuch kraterów prowadzący od północno-zachodniej krawędzi krateru na odległość blisko szerokości samego krateru został nazwany Cateną Humboldt.
Ze względu na położenie krateru Humboldt w pobliżu granicy widocznej strony Księżyca szczegóły jego powierzchni nie były znane dopóki nie został sfotografowany przez krążące wokół sondy kosmiczne.
Nazwa krateru pochodzi od Wilhelma von Humboldta (1767-1835), niemieckiego filozofa i językoznawcy.

## Satelickie kratery
| Humboldt | Szerokość | Długość | Średnica |
| -------- | --------- | ------- | -------- |
| B        | 30,9° S   | 83,7° E | 21 km    |
| N        | 26,0° S   | 80,5° E | 14 km    |